# Christoph aus dem Winckel
Christoph aus dem Winckel (* 1580 oder 1581 in Pretzsch; † 20. Mai 1636 in Halle (Saale)) war ein erzstift-magdeburgischer Landrat sowie Erb- und Gerichtsherr auf Wettin, Brandis und Oppin. 

## Leben und Wirken
Er stammte aus dem Adelsgeschlecht aus dem Winckel. Sein Vater war Caspar aus dem Winckel (1521–1602), Urenkel jenes Caspar, der 1446 gemeinsam mit Koppe von Ammenburg die Unterburg Wettin gekauft hatte. Christoph ging aus der zweiten Ehe seines Vaters hervor.
Fürst Ludwig I. von Anhalt-Köthen nahm Christoph aus dem Winckel in die Fruchtbringende Gesellschaft auf und verlieh ihm den Gesellschaftsnamen Der Verzehrende.
Er hinterließ die beiden Söhne Hans Christoph und Johann Georg aus dem Winckel.
Begraben wurde er im Dom zu Halle.